# 飓风米尔顿
飓风米尔顿是2024年10月期间形成于墨西哥湾一個极强和具有破坏性的热带氣旋，也是有史以来袭击墨西哥湾的第二强大西洋飓风，仅次于2005年的飓风丽塔。飓风影响尤卡坦半岛及美国佛罗里达州大部分地区。而在约两周前，飓风海伦妮已经在佛州即将受影响的大部分地区造成了严重破坏。米尔顿是2024年大西洋飓风季第十三个命名风暴、第九个飓风、第四个大型飓风和第二个五级飓风，是2024年直至10月全球最强的热带气旋。
米尔顿由一个长轨热带扰动形成，该扰动起源于西加勒比海，于10月5日在坎佩切湾合并。其缓慢向东移动逐渐增强，于10月7日清晨成为飓风。当天晚些时候，米尔顿爆发性增强，成为5级飓风，风速为每小时180英里（相当于每小时285公里）。在峰值强度时，气压为897毫巴（26.49英寸汞柱），成为有记录以来第五强的大西洋飓风。米尔顿在眼牆置換循環后减弱为四级飓风，并于次日重新增强为五级飓风。风切变的增加导致飓风减弱，并转向东北朝向佛罗里达州，降至三级飓风，之后于10月9日晚在午休礁附近登陆。之后，米尔顿穿过该州进入大西洋，并迅速减弱，于10月10日进入锋区，成为温带气旋。残余气旋逐渐减弱，经过百慕大附近，并于10月13日消散。
飓风来袭前，佛罗里达州宣布进入紧急状态，许多沿海居民被要求撤离。墨西哥尤卡坦半岛也做好了防灾准备。飓风引发了致命的龙卷风，并导致佛罗里达州大面积洪水泛滥。截至2024年10月21日，飓风米尔顿共造成35人死亡，其中美国32人，墨西哥3人。初步估计风暴造成的总损失为850亿美元。

## 氣象歷史
國家颶風中心于9月26日首次勾勒出西加勒比海可能发展的区域。西加勒比海形成了一片广阔的低压区，产生了无序阵雨和雷暴，两天后逐渐减弱为开放低压槽。随后，扰动气旋与東北太平洋熱帶低氣壓11E的殘餘雲系及一片准静止锋发生相互作用，并在坎佩切湾合并。10月4日，美國海軍研究實驗室給予其擾動編號92L。10月5日，随着关联阵雨和雷暴进一步发展，國家颶風中心將其升格為熱帶低氣壓，並給予熱帶氣旋編號14L。不到三小时后，卫星风数据显示风暴正在产生烈风，因此将其升格为熱帶風暴，並命名為米爾頓 (Milton)。由于受弱导向气流影响，该系统在坎佩切湾移动不规律，并逐渐增强。美国中部上方形成的中层低压槽最终帮助米尔顿向东穿过墨西哥湾。米尔顿的热带风暴风力半径仅为30海里（56），此时其为一个相对较小的风暴。螺旋带和持续的对流爆发一直持续到10月6日凌晨。
| 最强烈的大西洋飓风     | 最强烈的大西洋飓风 | 最强烈的大西洋飓风 | 最强烈的大西洋飓风 | 最强烈的大西洋飓风 |
| 排名                   | 飓风               | 飓风季             | 气压               | 气压               |
| 排名                   | 飓风               | 飓风季             | 百帕               | 英寸汞柱           |
| ---------------------- | ------------------ | ------------------ | ------------------ | ------------------ |
| 1                      | 威尔玛             | 2005               | 882                | 26.05              |
| 2                      | 吉爾伯特           | 1988               | 888                | 26.23              |
| 3                      | “劳动节”           | 1935               | 892                | 26.34              |
| 4                      | 丽塔               | 2005               | 895                | 26.43              |
| 5                      | 米尔顿             | 2024               | 897                | 26.50              |
| 6                      | 艾倫               | 1980               | 899                | 26.55              |
| 7                      | 卡米尔             | 1969               | 900                | 26.58              |
| 8                      | 卡特里娜           | 2005               | 902                | 26.64              |
| 9                      | 米奇               | 1998               | 905                | 26.73              |
| 9                      | 迪安               | 2007               | 905                | 26.73              |
| 来源：大西洋飓风数据库 |                    |                    |                    |                    |

截至10月6日下午，飓风猎人发现米尔顿已增强为飓风，并出现间歇性眼状特征。同日夜间，受到有力的环境条件、较高的海面温度（接近31 °C（88 °F））、中层相对湿度较高以及风切变较低，米尔顿开始快速增强。与此同时，一个直径4海里（7）的针孔风眼在约−80 °C（−112 °F）的深对流中形成，米尔顿于协调世界时10月7日11:00升格为大型飓风，16:00升格为五级飓风，成为2024年大西洋飓风季第二个五级飓风。米尔顿于协调世界时10月8日00:00达到最高强度，最大持续风速为180英里每小時（290每小時），中心最低气压为897毫巴（26.49英寸汞柱），是继2005年飓风威尔玛后最强飓风，也成为有记录以来第五强的大西洋飓风。从协调世界时10月7日00:00到10月8日00:00的24小时内，米尔顿的气压从981毫巴（28.97英寸汞柱）降至897毫巴（26.49英寸汞柱），降幅达84毫巴（2.481英寸汞柱），而同期风速则增加了90英里每小時（145每小時）。这也是继飓风威尔玛和飓风费利克斯之后大西洋第三快的飓风增强期，也是墨西哥湾最快的增强期。

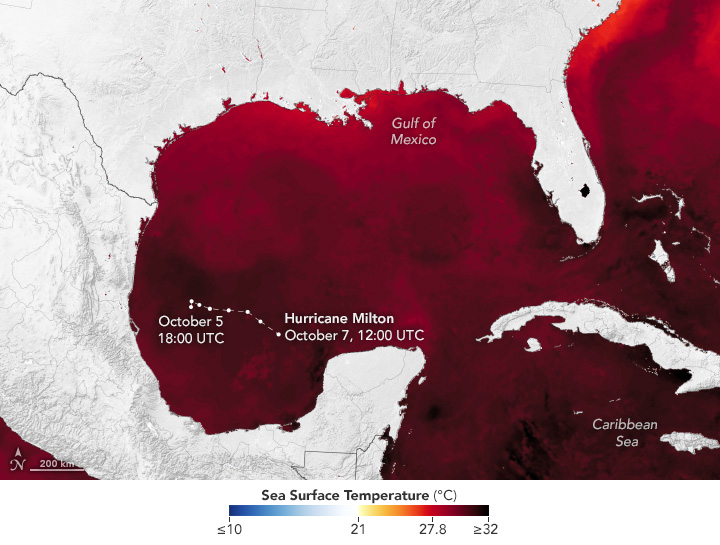
导致米尔顿快速增强的极高海面温度图，并附有截至10月7日12:00（UTC）的路径图

米尔顿达到极强强度后，由于眼墙置换循环的出现，飓风进一步增强的势头有所减缓，当晚减弱为四级飓风，但其眼状风眼更大，形状愈发清晰，米尔顿于10月8日下午再次达到五级飓风强度。此时飓风已经经历第二轮快速增强，于协调世界时10月9日00:00达到第二个峰顶，风速达到165英里每小時（265每小時），气压为902毫巴（26.64英寸汞柱）。10月9日，不断增强的风切变开始影响米尔顿，当天早晨风暴强度降至5级以下。随着强烈的西南风切变（时速35—40英里每小時（56—65每小時））超越飓风，飓风眼趋于消失，难以确定飓风边界。米尔顿于协调世界时10月10日00:30（美国东岸时间10月9日晚上8:30）左右在佛羅里達州薩拉索塔縣午休礁附近登陆，登陆时的强度为三级飓风，风速为120英里每小時（195每小時）。米尔顿在陆地上空迅速减弱为一级飓风，同时与附近的锋面边界逐渐合并。10月10日下午，米尔顿轉化為飓风强度的温带低压。
据气候中心的科学家称，根据该组织的气候变化指数：海洋（海洋CSI）模型，异常偏高的海面温度导致飓风快速增强，而气候变化使这种现象发生的可能性增加了400至800倍。世界天气归因中心的科学家计算出，由于气候变化，飓风期间发生的1日降雨事件产生的降雨量增加20-30%，而飓风的风速增加10%。科学家利用统计模型推测，“如果没有气候变化，米尔顿登陆时的强度将达到2级，而不是3级”。

## 灾前准备

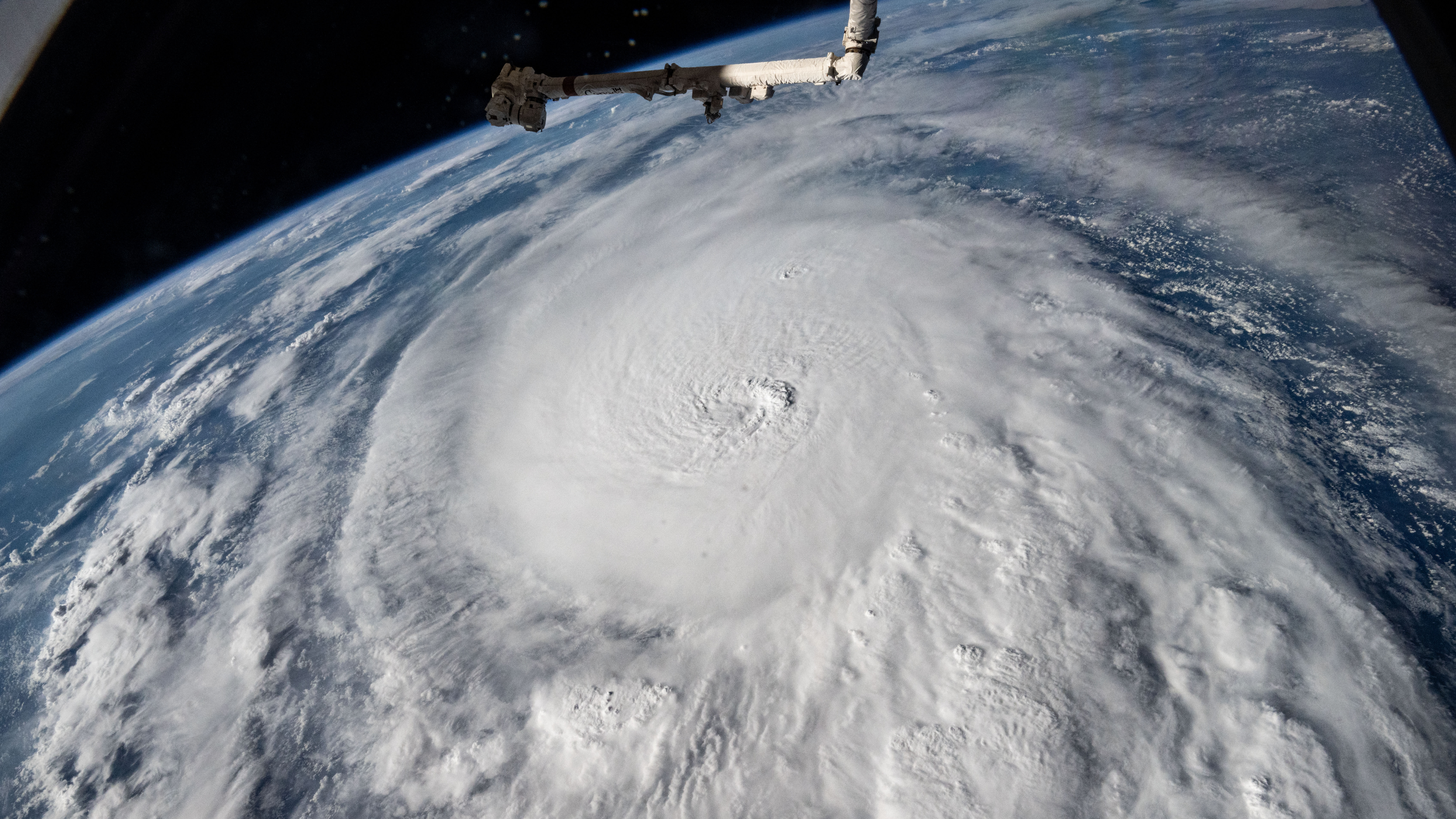
从国际空间站拍摄到的飓风米尔顿（10月8日）

### 墨西哥
10月6日，墨西哥政府对尤卡坦半岛北部海岸（自塞莱斯通至坎昆）发布热带风暴觀察預警。当天晚些时候，预警信息升级为热带风暴警告和飓风观察预警，次日又升级为飓风警告。金塔纳罗奥州州长马拉·莱扎马·埃斯皮诺萨报告称，约有2,711人自愿从奧爾沃克斯島撤离。墨西哥联邦电力监察委员会调动了数百名工人和设备前往坎佩切、尤卡坦州和金塔纳罗奥州，为飓风米尔顿做准备。墨西哥海军秘书处宣布，墨西哥海军将前往受灾地区分配资源。玛雅铁路的服务受此影响暂停。
风暴来袭前，梅里達出现抢购的现象。10月7日，米尔顿迅速增强，尤卡坦州部分地区公共交通等非必要的政府服务被迫暂停。州长华金·迪亚兹·梅纳下令关闭尤卡坦州所有学校和港口。

### 美国

#### 佛罗里达州

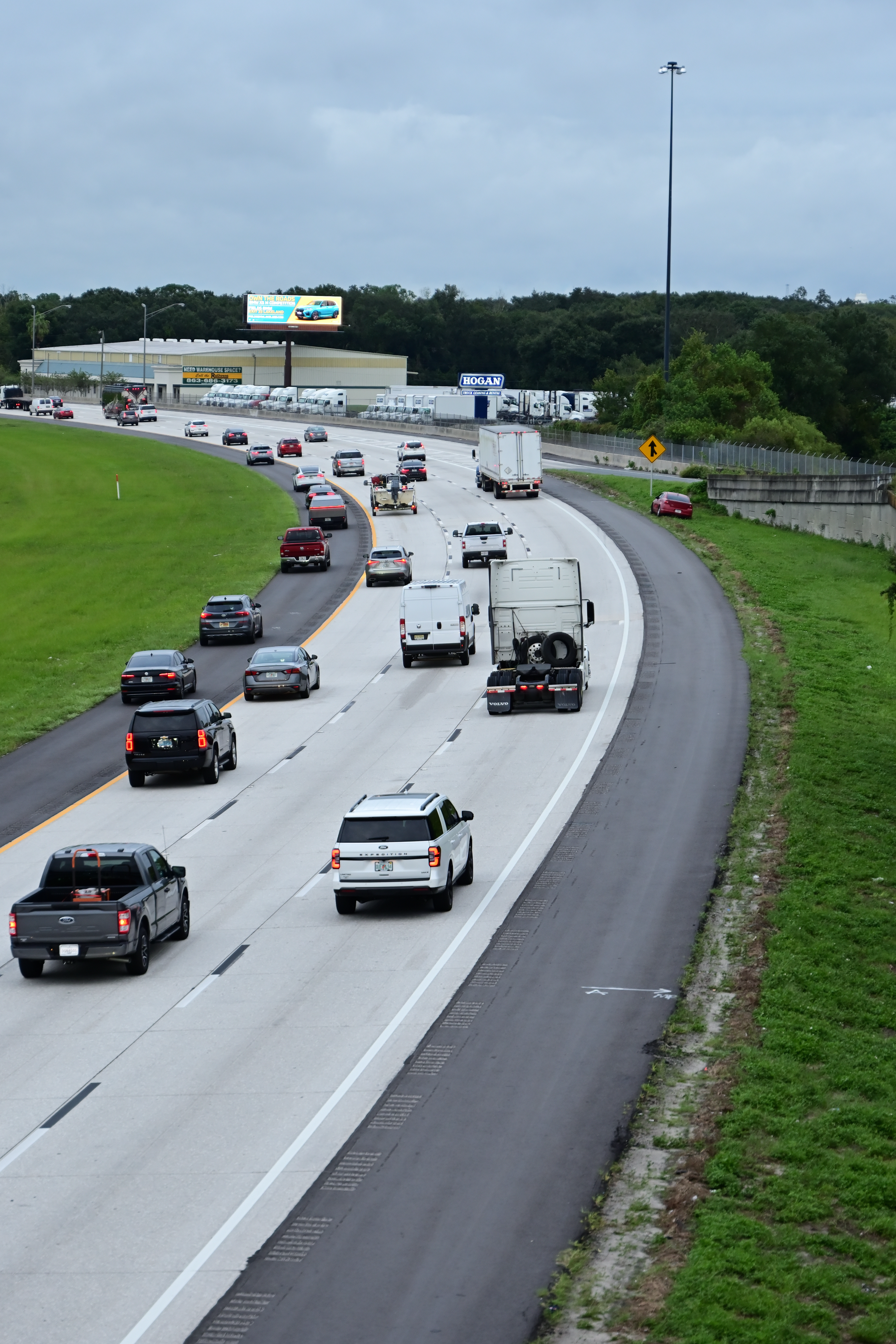
10月7日，4号州际公路东向靠近莱克兰的左侧路肩因米尔顿的逐步逼近而紧急使用（仅左侧）

10月5日，佛罗里达州州长罗恩·德桑蒂斯宣布进入紧急状态，同时发布一项行政命令，要求受飓风海伦妮影响的县的碎片管理站和垃圾填埋场全天开放，以帮助在米尔顿登陆前清除碎片。该命令还将负责清除碎片的佛罗里达州国民警卫队人数从800人增加到4,000人，以防止碎片在米尔顿的强风中引发风险。自卸卡车被当地政府征用，以协助清除成堆的碎片。全州沙袋站同时开放。
两天后，佛罗里达州西海岸发布飓风和热带风暴警告。佛罗里达州近1500万人口处于洪水预警的范围，总统乔·拜登批准该州进入紧急状态。德桑蒂斯命令佛罗里达州交通部和佛罗里达州应急管理部协调资源。他还下令暂停佛罗里达州西部多条公路的收费，包括佛罗里达州收费公路。全州50多个县的公立学校以及23所公立学院和大学停课或关闭，其中包括坦帕的南佛罗里达大学和迈尔斯堡的佛罗里达湾岸大学。罗林斯学院疏散了校园。州内数个县开放学校作为紧急避难场所。
美铁于10月7日至11日暂停杰克逊维尔和迈阿密之间的银色列车服务，并于10月8日至10日暂停汽车列车服务。佛罗里达州大部分机场，尤其是位于中部和西南部的机场暂时关闭，其中包括坦帕国际机场、萨拉索塔-布雷登顿国际机场、圣彼得-克利尔沃特国际机场、棕榈滩国际机场和奥兰多国际机场。数千个原本计划抵达或离开佛罗里达州的航班被取消。数条游轮航线因风暴受到影响。10月7日航天器Hera的发射按计划进行，但欧罗巴快船的发射任务被推迟。SpaceX載人8號的返航时间延迟至10月13日。西棕榈滩站至奥兰多站之间的光亮綫运营服务于10月8日至10日暂停。佛罗里达乐高乐园和华特迪士尼世界因飓风影响关闭。坦帕湾布希花园于10月8日至10月10日关闭。
据预计，有600万佛罗里达州居民被要求撤离，这是自2017年飓风厄玛以来最大规模的撤离命令之一。撤离命令主要针对希爾斯波羅縣和周边县。沃卢西亚县和马里恩县也对受灾房屋发布了疏散命令。坦帕湾区因海伦妮而开放的公共厕所和基本设施场所均因米尔顿而关闭。长船礁官员表示居民应撤离该镇。在与佛罗里达州紧急事务管理部门的协调下，优步提供了往返州立避难所的免费乘车服务。
佛罗里达水族馆、棕榈滩动物园和坦帕动物园等动物园启动了应急计划，将动物转移到地势较高的地方或浴室等安全区域。一些工作人员计划留在动物园继续监测与喂养动物，并在必要时提供护理。救援之翼和最佳动物之友协会也与其他组织合作，将收容所动物疏散到其他州的合作收容所。
国家冰球联盟取消了坦帕湾闪电队的季前赛决赛，该比赛此前因飓风海伦妮而推迟。此外，闪电队10月12日对阵卡罗来纳飓风队的赛季揭幕战也被推迟。原定于10月9日和10日举行的中佛罗里达大学所有体育赛事也被取消。南佛罗里达公牛队对阵孟菲斯老虎队的比赛原定于10月11日举行，后因飓风推迟至12日，举办地点也从坦帕移至奥兰多的露营世界体育场。
美国国家橄榄球联盟坦帕湾海盗队与新奥尔良圣徒队于10月13日举行的比赛前迁至新奥尔良举行。为了应对风暴，普布利克斯和沃尔玛调整营业时间，同时关闭部分门店。全州各大商店出现抢购潮，面临着瓶装水、酒、罐头食品和零食等商品的短缺。据GasBuddy称，全州加油站都出现短缺，截至10月8日下午，加油站缺油率达16.5%，其中坦帕湾区缺油率达43%。州长德桑蒂斯表示燃料补给工作正在进行，并表示没有出现燃料短缺。佛罗里达州公路巡逻队开始护送油罐车，在飓风登陆前帮助加油站补油，以协助疏散工作。德桑蒂斯还敦促居民考虑到“数十英里”外的地方撤离，而不是“数百英里”。美国汽车协会建议佛罗里达人“只到你需要去的地方”，避免等油箱里的油快用完再去找加油站。米尔顿预报路径上的33家华夫饼屋分店已关闭，表明华夫饼屋指数处于红色水平。
总统拜登推迟了原定于10月10日至15日前往安哥拉和德国的访问，以监督灾情的准备和应对工作。他敦促居住在危险地区的居民及时撤离，称这是生死攸关的问题。
联邦紧急事务管理局在飓风来袭前遭遇人员短缺，仅有9%的人员可用。国土安全部部长亚历杭德罗·马约尔卡斯表示，该机构随时准备应对，并表示“我们可以同时应对多起事件”。在过去五年中的每年10月7日，FEMA至少有25%的工作人员可用。这一数字低于2017年，当时由于FEMA工作人员应对飓风哈维、飓风厄玛和飓风玛丽亚，FEMA工作人员的可用率下降到19%。白宫新闻秘书卡里娜·让-皮埃尔结束了简报会，指责记者散布与救灾资助有关的错误信息。
撤离过程中也造成了人员伤亡。位于奥兰治湖东南部的马里恩县发生车祸，造成一人死亡；另外有飞机从圣彼得堡阿尔伯特惠特德机场起飞时因引擎故障坠毁在坦帕湾，致三人受伤。此外，佛罗里达州82号公路东行线有两人在撤离过程中死亡。

#### 佐治亚州
佐治亚州沿岸地区发布热带风暴观察预警。10月7日，亚特兰大赛车场与亨利县应急管理局合作，为撤离人员开放了露营地，提供弹出式露营车和帐篷，并提供淋浴间，包括来自佛罗里达州的人员。此外还提供了数量有限的露营空间，配有水、电和下水道连接。
10月8日，佐治亚州州长布赖恩·肯普发布行政命令，宣布40个县进入紧急状态，并命令佐治亚州紧急事务管理和国土安全局启动佐治亚州紧急行动计划，佐治亚州交通部和佐治亚州公共安全部采取行动，确保全州多用途车辆、设备和人员迅速调动，以消除任何潜在的停电情况。该命令还要求调动多达250名佐治亚州国民警卫队士兵参与准备、响应和恢复工作。坎伯兰岛国家海岸于10月8日无限期关闭。

### 巴哈马
10月8日，巴哈马群岛极西北地区发布了热带风暴观察预警，六小时后升级为热带风暴警告。大巴哈马岛受飓风影响，启用紧急行动中心。皇家巴哈马国防军随时待命，同时做好物资准备。大巴哈马、比米尼、阿巴科岛和大礁岛的学校均已关闭。圣公会中央教育局关闭两所学校。佛罗里达州的巴哈马籍学生被命令撤离，巴哈马航空于10月7日和8日两次飞往奥兰多接送撤离学生，大巴哈马国际机场也已关闭。巴哈马北部岛屿的电力和照明公司办事处于10月9日关闭。大巴哈马和阿巴科岛的银行于10月10日关闭。飓风相关物资的销售额大幅增加。

## 影響
| 区域           | 死亡 (失踪) | 财产损失      | 参考资料                              |
| -------------- | ----------- | ------------- | ------------------------------------- |
| 墨西哥尤卡坦州 | 3 (6)       | 未知          | [ 114 ] [ 115 ] [ 116 ]               |
| 美国佛罗里达州 | 32 (0)      | 超过850亿美元 | [ 117 ] [ 118 ] [ 119 ] [ 120 ] [ 8 ] |
| 总计           | 35 (6)      | 超过850亿美元 |                                       |

### 墨西哥
米尔顿带来的强降雨导致坎佩切市发生洪水。尤卡坦州遭遇危险的风暴潮和暴雨袭击，普罗格雷索的海堤被巨浪淹没。该州有超过12,000人因停电受到影响。风暴潮引发的洪水导致飓风来袭期间塞莱斯通的居民被迫撤离。强烈的海浪导致卡门城至阿瓜达岛联邦高速公路的部分路段被海水淹没。一名男子和一名女子因飓风引发的海浪在卡尔基尼溺水身亡。米尔顿引起的强风导致普罗格雷索的一所旧屋倒塌，强风和降雨几乎摧毁了丘布尔纳的一所房屋。
锡萨尔和塞莱斯通市遭受的损失最为严重，当地受到洪水、树木倒塌和停电的影响。在锡萨尔，据报道一些垒球场看台和茅草屋的屋顶倒塌。埃尔库约、里奥拉加托斯和拉斯科罗拉达斯的1000多人需要转移至避难所。米尔顿的巨浪和强风摧毁了切莱姆港的码头。坎昆国际机场因米尔顿飓风影响，多趟航班取消。
米尔顿穿过墨西哥时，普罗格雷索的四艘船上有15名渔民失踪。其中两艘载有八名渔民的船只于10月9日返回。另一艘失踪的船只Peyucsa 12在一天后被墨西哥海军飞机发现，在普罗格雷索东北约133英里（214）处倾覆，船上有一名男子。飞机无法救出该男子，飞行员呼叫墨西哥海军的一艘捍卫者级巡逻艇前来救援。该男子的兄长当时也在搜救飞机上，并表示男子从船上滑落，脸朝下落入水中，在救援船赶到之前即沉没。但墨西哥海军尚未证实这一说法。10月11日，最后一艘失踪的渔船Halcón I被墨西哥海军发现，沉没时船上未载有船员。

### 古巴
米尔顿接近古巴时，其雨带引发了洪水，巴塔巴诺河畔苏尔吉德罗最先报告了这一情况。在哈瓦那湾，米尔顿引发的恶劣天气条件导致当地于10月8日暂停渡轮服务。古巴气象研究所报告称，古巴西部遭遇了每小时25至30英里（相当于每小时40至48公里）的大风，哈瓦那卡萨布兰卡的最大阵风达到每小时50英里（相当于每小时80公里）。

### 美国
根据惠誉国际初步估计，米尔顿飓风造成的损失为500亿美元。另据对保险损失的初步估计，惠誉预计大多数再保险附加点可能会得到满足，因此大多数保险损失将不会由主要保险公司承担。CoreLogic之后的估计表明，米尔顿飓风造成的损失最多为340亿美元。而穆迪分析公布的损失高于其他评估机构，为850亿美元。

#### 佛罗里达州

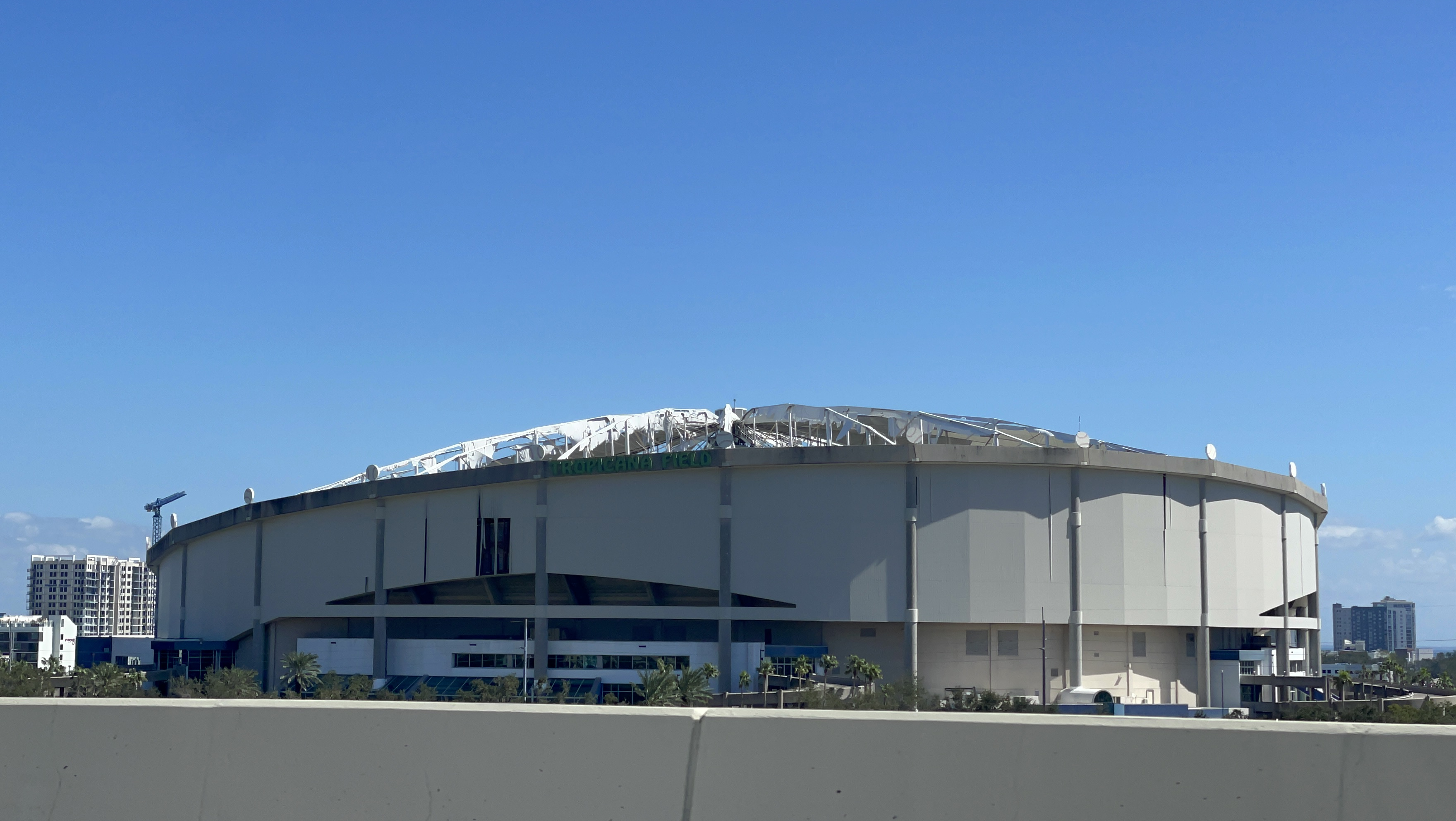
圣彼得堡純品康納球場屋顶受飓风影响受损

在米尔顿的影响下，佛罗里达半岛沿岸持续风速达到飓风程度。威尼斯的持续风速达到92英里每小時（148每小時），阵风达到107英里每小時（172每小時）。萨拉索塔的阵风达到107英里每小時（172每小時）。马林兰的持续风速达到83英里每小時（134每小時），阵风达到92英里每小時（148每小時）。代托纳比奇的持续风速达到60英里每小時（97每小時），阵风达到87英里每小時（140每小時）。庞塞因莱特的阵风达到99英里每小時（159每小時），西棕榈滩的阵风达到92英里每小時（148每小時），奥兰多的阵风达到86英里每小時（138每小時）。
该州还遭遇了暴雨，普兰特城降雨量超过13英寸（330），圣彼得堡降雨量接近19英寸（480），在一小时内的降雨量达到5.09英寸（129）。坦帕降雨量接近12英寸（300），是该市有记录以来降水最多的一年。沃卢西亚县部分地区降雨量超过12英寸（300），印第安河县降雨量超过10英寸（250），维罗海滩降雨量为12.92英寸（328）。弗莱格勒县的降雨量较低，但弗拉格勒比奇仍记录到5.61英寸（142）的降雨。那不勒斯至西斯塔岛区域（包括夏洛特港），记录到5英尺（1.5）到10英尺（3.0）的风暴潮。萨拉索塔附近的水位上涨8英尺（2.4）以上。那不勒斯出现了5.75英尺（1.75）的风暴潮。代托纳则经历了4英尺（1.2）至4.5英尺（1.4）的风暴潮高峰。希尔斯伯勒河在泽弗希尔斯的最高水位比历史最高水位高出近2英尺（0.61）。在莫里斯大桥处的水位比历史最高水位高出3英尺（0.91）。而坦帕则出现了反向风暴潮，水位下降5英尺（1.5）。
受到米尔顿的影响，圣露西县有7人死亡，沃卢西亚县有4人死亡，皮尼拉斯县有2人死亡，锡特勒斯县、波尔克县和橙县各有1人死亡。圣彼得堡有两人因飓风丧生。奥蒙德海滩有一人因树枝倒在屋顶而死亡。希尔斯伯勒县一名 80多岁妇女被倒下的树枝砸死。夏洛特县一名男性长者因吸入烟雾在布雷登顿的一家医院死亡，此前他家中的高尔夫球车锂电池因风暴潮引发洪水而爆炸。惠灵顿的一场EF3级龙卷风造成10人受伤。坦帕、莱克兰、代托纳和那不勒斯等多个地区的华夫饼屋指数均升至红色。
純品康納球場在飓风期间用于安置急救人员，但之后受到强风的影响，球场的玻璃纤维屋顶大部分被摧毁。位于圣彼得堡市中心的坦帕湾时报大楼遭到严重损坏，原因是附近一座尚未完工的摩天大楼的起重机倒塌，砸中了该大楼。目前尚无人员受伤的报告。萨拉索塔-布雷登顿国际机场B大堂的整个屋顶被毁，该大堂设有机场运输安全管理局检查站和所有13个登机口候机室。该州多个地区遭遇严重洪灾，包括奥兰多、圣约翰斯和希尔斯伯勒县的部分地区。救援人员从克利尔沃特一处公寓大楼救出565人，该大楼局部出现的洪水深及颈部。在米尔顿登陆之前，全州约有125所房屋被毁，超过300万户房屋和建筑断电。其中，希尔斯波罗县停电户数最多，约50万用户断电。截至10月10日，已有近1000人和105只动物获救。米尔顿飓风导致希尔斯伯勒县出现塌陷。位于奥兰治城境内的17号美国国道、92号美国国道也因飓风而出现塌陷。波尔克县亦出现塌陷，将一辆皮卡吞没。
沃卢西亚县的损失达到2.67亿美元。科利尔县的损失达到2.8亿美元。由于米尔顿飓风和基韦斯特港的关闭，基韦斯特的商业活动大幅下滑。
由于海伦妮和米尔顿对圣彼得堡的艾尔朗体育场造成双重影响，美国足球冠军联赛坦帕湾暴徒队被迫在布雷登顿的IMG学院足球场进行最后两场主场比赛。

##### 龙卷风爆发
| 1                      | 卡特里娜 | 2005 | $1250億 |
| 2                      | 哈維     | 2017 | $1250億 |
| 3                      | 伊恩     | 2022 | $1130億 |
| 4                      | 瑪麗亞   | 2017 | $900億  |
| 5                      | 海倫妮   | 2024 | $879億  |
| 6                      | 米爾頓   | 2024 | $850億  |
| 7                      | 艾達     | 2021 | $750億  |
| 8                      | 桑迪     | 2012 | $650億  |
| 9                      | 艾瑪     | 2017 | $521億  |
| 10                     | 艾克     | 2008 | $300億  |
| 来源：美国国家飓风中心 |          |      |         |

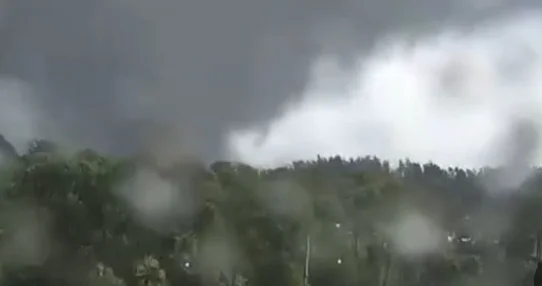
皮尔斯堡的EF3级龙卷风

米尔顿逼近佛罗里达州时，美国风暴预测中心预测佛罗里达州南部大部分地区对流天气前景略有风险，并观察到中低层气流增强、70多华氏度的露点以及白天气温达到峰值的有利时机，将为米尔顿的外对流带席卷该地区时龙卷风的形成创造有利环境。远离中心的雨带使龙卷风爆发进一步向南蔓延。
10月8日至9日期间，佛罗里达州发生了一次严重的龙卷风爆发，风暴来临前至少有46场已确认的龙卷风袭击佛罗里达州，主要集中在佛罗里达中心地带、宝藏海岸和太空海岸。自此成为该州历史上单日龙卷风数量最多的一天，超过了飓风伊尔玛。下午6时，位于迈阿密的国家气象局办公室（覆盖除门罗县佛羅里達礁島群外的大部分南佛罗里达州）报告称，该局已发出55次龙卷风警告，创下单日最高纪录，打破了2022年9月27日飓风伊恩期间创下的37次龙卷风警告记录，并初步确认有9次龙卷风。坦帕湾国家气象局还创下了单日29次龙卷风警告的最高纪录，打破了2012年热带风暴黛比和2013年6月6日热带风暴安德烈亚创下的23次龙卷风警告记录。总体而言，全州共发布了创纪录的126次龙卷风警告，是各州单日发布龙卷风警告次数第二多的州，仅次于2011年4月27日阿拉巴马州（2011年超强龙卷风爆发最严重时期）发布的龙卷风警告。

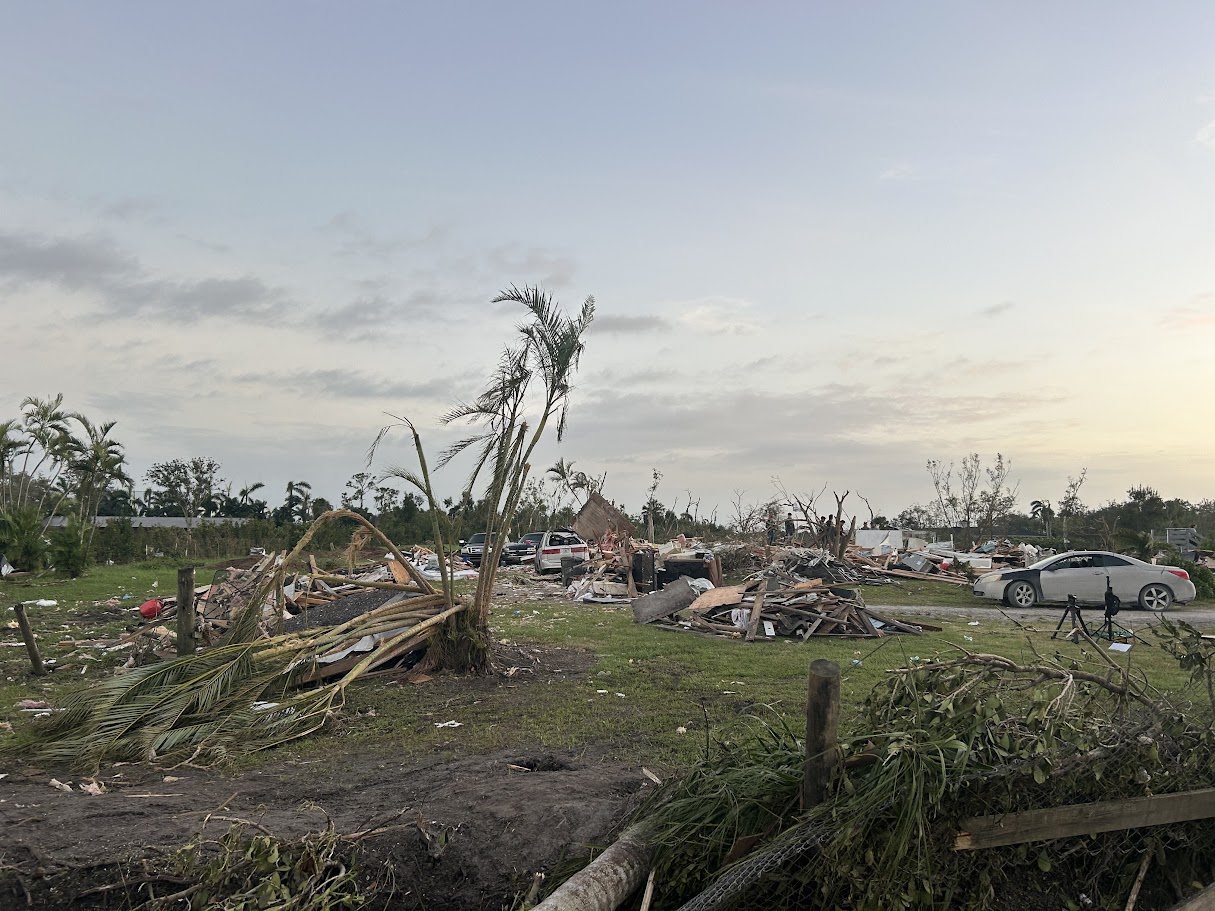
惠灵顿一处街区遭受EF3级龙卷风袭击

10月8日晚，一场EF1级龙卷风袭击基韦斯特西侧，风暴由此爆发。次日上午和下午，共有45场龙卷风登陆，超级单体线和龙卷风群袭击了该州南部和中部。两场EFU级龙卷风穿过大沼泽地的75号州际公路，未造成严重破坏。之后一场EF1级龙卷风给克莱维斯顿的天空谷社区造成了破坏。一场EF2级龙卷风袭击迈尔斯堡西部，之后穿过克卢萨哈奇河袭击北迈尔斯堡，对当地房屋造成严重损坏，同时刮倒多棵树木。一场EF3级龙卷风是西南佛罗里达州有记录以来最强的龙卷风，其袭击了格莱兹县莱克波特地区的一个社区，摧毁39所房屋，随后减弱并在布莱顿保留地造成轻微损坏。普莱西德湖城的一座太阳能发电场遭受龙卷风袭击，导致电力产量下降。
随后，超级单体群穿过迈阿密都会区西部，并袭击宝藏海岸，产生了数场龙卷风。另一场EF3级龙卷风袭击了惠灵顿的一栋移动房屋，随后减弱并向北移动，之后重新增强到EF3级强度，并对棕榈滩花园西部的一个购物和住宅区造成损坏，之后再次减弱，最终在朱庇特法姆斯地区消散。最具破坏力的龙卷风是EF3级龙卷风，其严重损坏或摧毁了皮尔斯堡附近的多个移动房屋。破坏最严重的是西班牙湖社区，有20多栋移动房屋被摧毁或翻倒，造成6人死亡。龙卷风随后袭击了维罗海滩，在龙卷风移到近海之前，有更多的房屋和企业遭到破坏。据报道，龙卷风期间，冬季花园大道上的一名女子开始鸣喇叭提醒其他人注意龙卷风，从而挽救了许多人的生命。除了人员死亡外，有超过25人在龙卷风期间需要救援。这是历史上由热带气旋引发的最致命的龙卷风。该县共发生9场龙卷风，其中25分钟内共发生3场。共有至少9场龙卷风袭击了宝藏海岸。最后一场龙卷风是可可比奇的EF1级龙卷风，该场龙卷风将当地一家富国银行的屋顶掀翻。
龙卷风过后，有数名志愿者帮助圣卢西亚县各地开展龙卷风救援工作。警员驻扎在西班牙湖周围，以确保居民和急救人员只有在龙卷风过后才能进入现场。NBC地方联盟台WPTV-TV也与7家当地企业合作，为龙卷风受害者筹集资金。

#### 其他地方
佐治亚州萨凡纳受到飓风的影响出现阵风，最高风速达到22英里每小時（35每小時）。在泰比島的影响则小于预期，不过海滩仍因激流而关闭。在南卡罗来纳州，希尔顿黑德机场和查尔斯顿港的阵风风速达到40英里每小時（64每小時），但影响也小于预期。

### 巴哈马
比米尼岛和西大巴哈马岛遭遇15—20英里每小時（24—32每小時）左右的大风，海浪高达2—4英尺（0.61—1.22）。当地一些岛屿停电停水，部分岛屿还出现了洪灾。大巴哈马岛和阿巴科岛遭遇了沿海洪灾和强风。巴哈马灾害风险管理局常务董事阿龙·萨金特表示，暂无人员受伤或重大损失的报告，该国仅发生了轻微损失。

## 善后

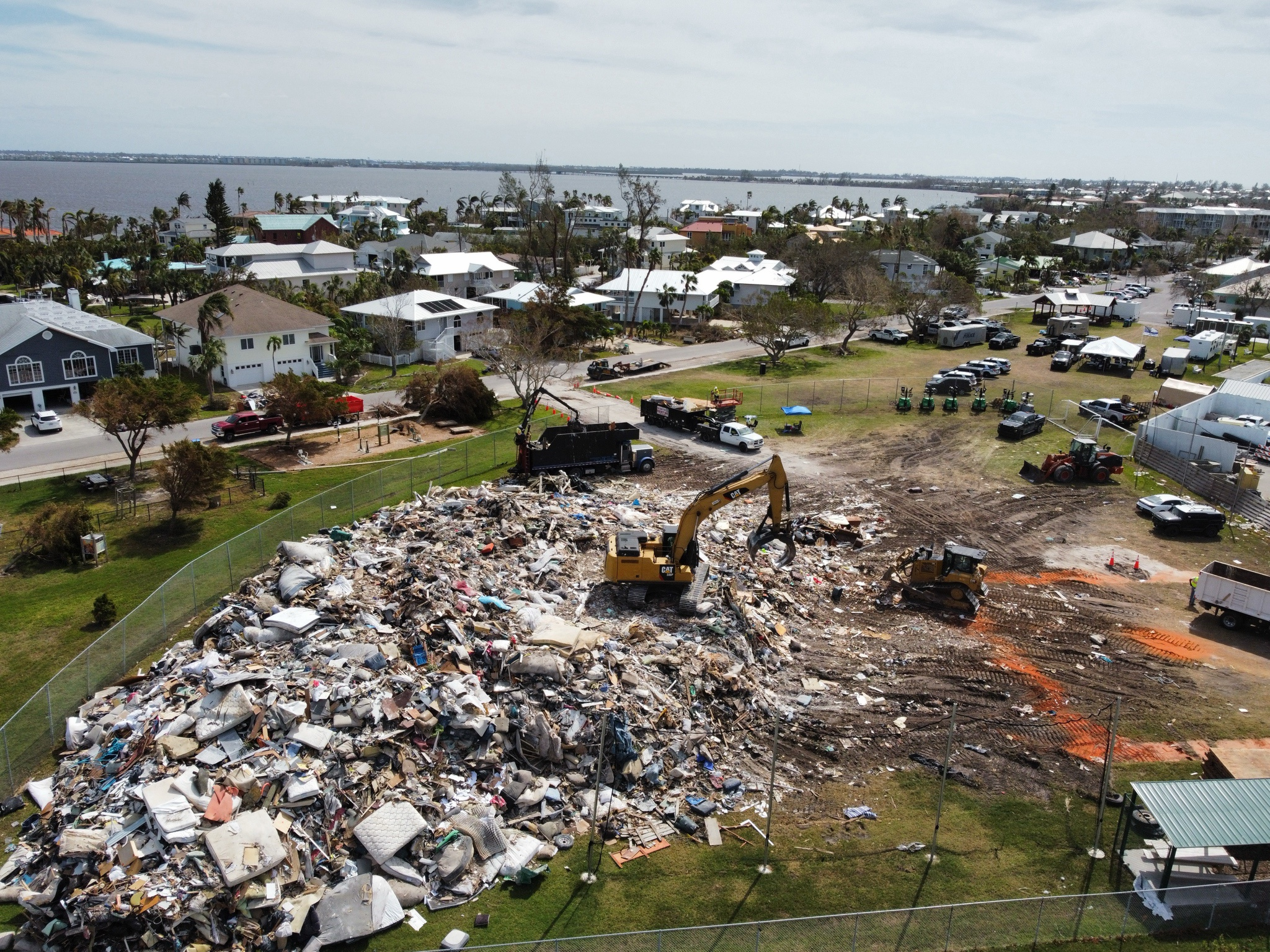
2024年10月19日，霍姆斯海滩的一处碎片集结区

10月13日至15日，由于风暴过后的残留影响，美铁再次调整了银色列车的路线。10月14日，佛罗里达州除奥兰多和坦帕外的大部分的公路恢复收费。
美国歌手泰勒·斯威夫特捐赠500万美元，用于帮助米尔顿飓风和海伦妮飓风的救灾工作。沃尔玛捐赠1600万美元。10月12日，总统乔·拜登宣布佛罗里达州进入灾难状态。截至10月13日，已有超过25万佛州居民登记求助，这是美国历史上单日最多人次求助的记录。其他名人亦为飓风救灾工作捐款，例如多莉·帕顿、摩根·沃伦、布莱克·莱弗利、汤姆·布雷迪和金属乐队。巴尔的摩金莺队还为米尔顿救灾工作捐赠至少25万美元。
风暴过后，佛州各地加油站普遍出现燃油短缺。为此，州长罗恩·德桑蒂斯开放了三个加油站，居民可以在此处领取10加仑燃油。10月12日，坎伯兰岛国家海岸大部分地区重新开放，但公园北部的几条步道仍关闭以进行损失评估。卡纳维拉尔角国家海岸也在风暴过后关闭，10月19日重新开放。

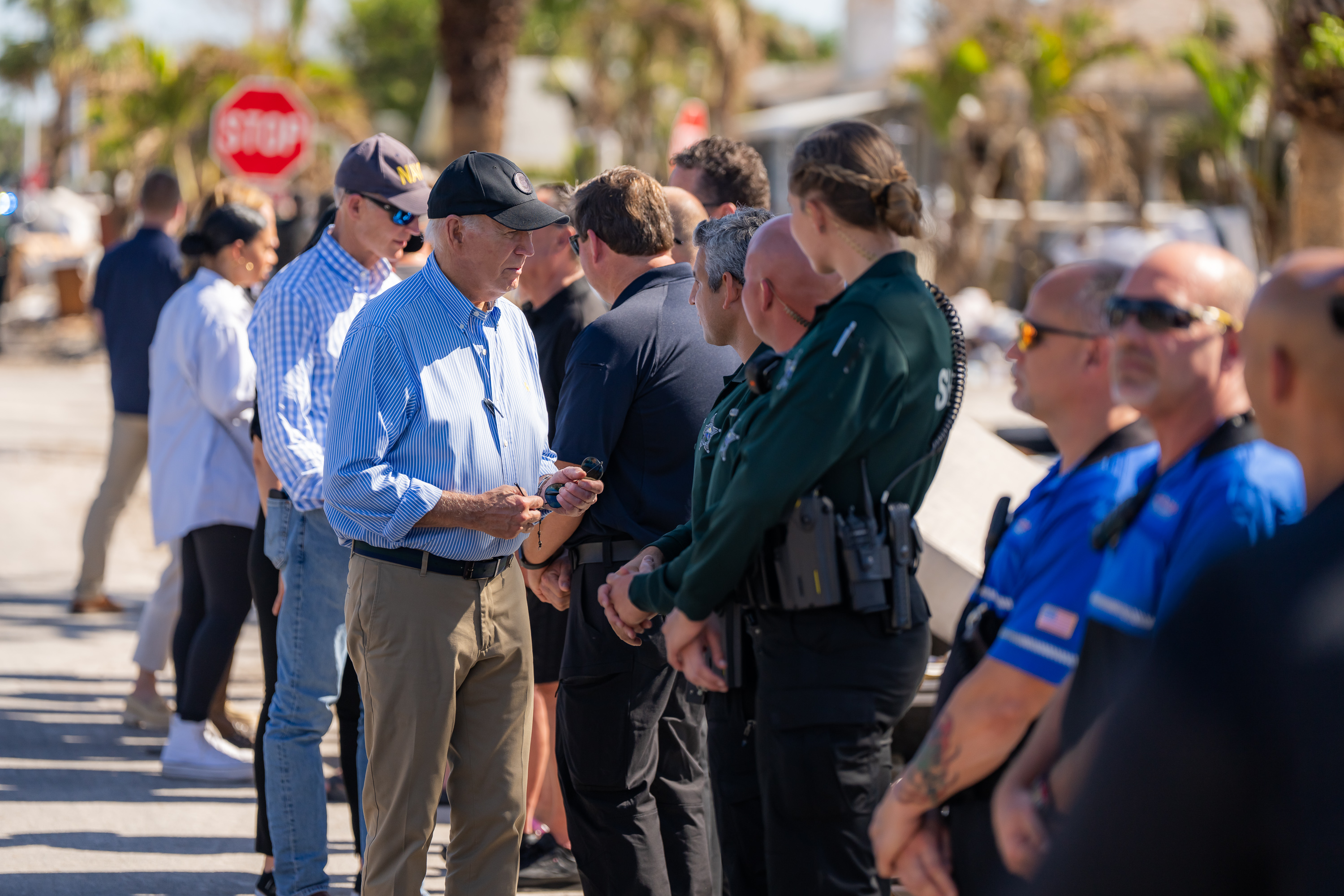
2024年10月13日，总统乔·拜登在圣彼得海滩向急救人员致意

10月13日，乔·拜登乘坐空军一号飞往麦克迪尔空军基地，抵达后登上海军陆战队一号在圣彼得堡进行空中巡视，最后降落在阿尔伯特·惠特德机场。拜登会见了州和地方官员，如参议员里克·斯科特、众议员安娜·保利娜·卢纳和皮内拉斯县警长鲍勃·瓜尔蒂耶里。拜登随后随车队离开机场，前往圣彼得海滩会见居民和急救人员，之后发表关于恢复工作的演讲。在演讲中，拜登宣布为能源部的六个项目拨款6.12亿美元，以提高飓风影响地区的电网恢复能力，其中包括为佛罗里达州的两个项目拨款9400万美元。
佛罗里达州选举监督委员会在10月15日致佛罗里达州务卿科德·伯德和选举司司长玛丽亚·马修斯的一封信中，要求放宽对十个县的选举和投票限制。这些要求包括延长提前投票和邮寄选票的截止日期、通知邮寄选票投递箱的位置以及任命投票站工作人员。据Florida Politics报道，委员会还询问是否可以免除投票站搬迁的要求，并授权“急救人员、一线工作人员和救援人员的直系亲属代表他们申请邮寄选票”。
飓风米尔顿过后，佛罗里达州的创伤弧菌病例增加。该细菌系食肉细菌，喜好在温水增长，并随大雨传播。此前受影响的飓风海伦妮的清理工作也同时进行。米尔顿过后的10月份，佛州共有38例创伤弧菌病例报告。米尔顿和海伦妮也留下了积水，在当地引发登革热疫情。

### 联邦紧急事务管理局相关争议
2024年11月初，美国联邦紧急事务管理局受到批评。当时一名举报人的报告显示，联邦紧急事务管理局主管马尼·华盛顿指示团队成员，在他们走访佛罗里达州社区以确定飓风过后需要援助的人员时，避开贴有支持唐纳德·特朗普标语的房屋是“最佳做法”。联邦紧急事务管理局的工作人员为此避开了普莱西德湖城至少20所贴有支持特朗普标志或旗帜的房屋。联邦紧急事务管理局回应称，他们“对这名员工的行为深感不安”，并声称该机构致力于“帮助所有幸存者，无论他们的政治偏好或党派如何”。华盛顿因其不当行为被解雇。在对此事进行州调查后，佛罗里达州总检察长阿什莉·穆迪于11月14日对联邦紧急事务管理局提起歧视诉讼，指控其在应对海伦妮和米尔顿时密谋侵犯佛罗里达州居民的公民权利。

## 除名
由于米尔顿在佛罗里达州造成广泛破坏，并在墨西哥湾创下纪录强度，世界气象组织于2025年4月2日在第47届四区协飓风委员会会议上宣布，“米尔顿”不再作为大西洋飓风的名称。该飓风在飓风名单中被“米格尔”取代，预计在2030年飓风季期间继续使用。